# العواصم (الشغادرة)

تعديل مصدري - تعديل

العواصم هي إحدى قرى عزلة جبل الشغادرة بمديرية الشغادرة التابعة لمحافظة حجة، بلغ تعداد سكانها 417 نسمة حسب تعداد اليمن لعام 2004.